# Глёкель, Отто
Отто Глёкель (нем. Otto Glöckel; 8 февраля 1874 , Поттендорф, Нижняя Австрия, Австро-Венгрия — 23 июля 1935, Вена) — австрийский политик, социал-демократ, реформатор школьного образования времён Первой Австрийской Республики.

## Биография
Родился в семье учителя. В 1892 году окончил педагогический колледж в Винер-Нойштадте. Учительствовал в Шмельце, преподавал в начальных школах.
В 1894 году стал членом Австрийской социал-демократической рабочей партии и вместе с однодумцами основал венское учительское движение «Die Jungen» — социал-демократическую ассоциацию учителей.
В 1897 году был уволен со службы в школе из-за своих социал-демократических взглядов.
С 1907 года был членом Рейхсрата, а с апреля 1919 по октябрь 1920 года — первым министром образования (заместителем государственного секретаря по образованию) Первой Австрийской Республики. С 1918 по 1920 год — член Временного или Учредительного Национального собрания, с 1920 по 1934 год — член Национального совета. В 1920 году переехал в столицу, чтобы продолжить реформы в ограниченном масштабе в качестве заместителя председателя окружного школьного совета, с 1922 по 1934 год — в качестве президента Венского городского школьного совета. Под его руководством была проведена Венская школьная реформа.
После февральского восстания 12 февраля 1934 года был арестован и доставлен в лагерь для заключённых в Вёллерсдорфе. Пережил тюремное заключение лишь на короткое время. Умер в своём доме 23 июля 1935 года.
Отто Глёкель, тогда административный руководитель социалистической реформы школьного образования, подверг критике «муштру» старых школ Габсбургов, основанную на пассивном механическом обучении и заучивании, и ратовал за учреждение Arbeitsschule или «рабочих школ», которые базировались бы на активном участии учеников в образовательном процессе и доктрине «обучения как действия». В 1919 году он инициировал школьную реформу, которая, вопреки прежнему авторитарному принципу, была направлена на развитие личности ребёнка. Дети должны были быть обучены критически мыслить и действовать независимо. Глёкель также стремился к единообразной организации всей системы образования и обучения на ступенях начальной школы и общеобразовательной средней школы.

## Избранные труды
- Школа и клерикализм. Издательство Volksbuchhandlung, Вена, 1911 г.
- Ворота будущего. Издательство Ассоциации свободных школ, Вена, 1919 г.
- Школьная реформа и народное образование в республике. Издательство Volksbuchhandlung, Вена, 1919 г.
- Австрийская школьная реформа. Некоторые наблюдения в борьбе со школьной испорченностью. Издательство Wiener Volksbuchhandlung, Вена, 1923 г.
- Развитие венской школьной системы с 1919 года. Немецкое издательство, Вена, 1927 г.
- Школа строевой подготовки, школа обучения, школа труда. Издательство Социал-демократической партии, Вена, 1928 г.
- Автобиография. Кооперативная типография, Цюрих, 1938 г.